# Thyranthrene metazonata
Thyranthrene metazonata is een vlinder uit de familie van de wespvlinders (Sesiidae), onderfamilie Sesiinae.
Thyranthrene metazonata is voor het eerst wetenschappelijk beschreven door George Francis Hampson in 1919. De soort komt voor in het Afrotropisch gebied.